# Hermán Gaviria
Hermán Gaviria Carvajal (Carepa, 27 de novembro de 1969 – Cali, 24 de outubro de 2002) foi um futebolista colombiano que jogou como meio-campista. Fez sucesso no Atlético Nacional e no Deportivo Cali, e atuou também pela Seleção Colombiana na Copa de 1994 e em três edições da Copa América. Seu prenome era também frequentemente grafado como Hernán.

## Carreira em clubes
Gaviria jogou entre 1990 e 1997 pelo Atlético Nacional, um dos principais clubes de futebol de seu país, sagrando-se campeão nacional em 1991 e 1994 e venceu também a Copa Interamericana. Entre 1998 e 2001, defendeu o Deportivo Cali em 55 jogos.
Teve ainda uma passagem por empréstimo pelo Deportes Tolima e também por Shonan Bellmare (Japão) e Atlético Bucaramanga antes de uma segunda passagem pelo Deportivo Cali, que durou apenas 17 partidas.

## Seleção Colombiana
Gaviria, convocado desde 1993 para a Seleção Colombiana disputou só uma Copa do Mundo, a de 1994, jogando a primeira e a terceira partidas do time no torneio. Marcou um gol, contra a Suíça. Jogou também as Olimpíadas de 1992 e três edições da Copa América.

## Morte
Em 24 de outubro de 2002, um mês e 3 dias antes de completar 33 anos, Gaviria estava participando de um treino dos Verdiblancos quando um raio atingiu o meio-campista e também seu companheiro de equipe Giovanni Córdoba. Carepa, como era conhecido, morreu na hora, porém seu falecimento só foi confirmado no hospital Valle de Lilli, enquanto Córdoba faleceu 3 dias depois, aos 24 anos. Além deles, foram também atingidos Giovanni Hernández, Gustavo Victoria, Mauricio Espinosa e Carlos Álvarez.

## Títulos
Atlético Nacional
- Campeonato Colombiano: 1991 e 1994
- Copa Interamericana: 1998

Deportivo Cali
- Campeonato Colombiano: 1998